# تعمیر و نگهداری

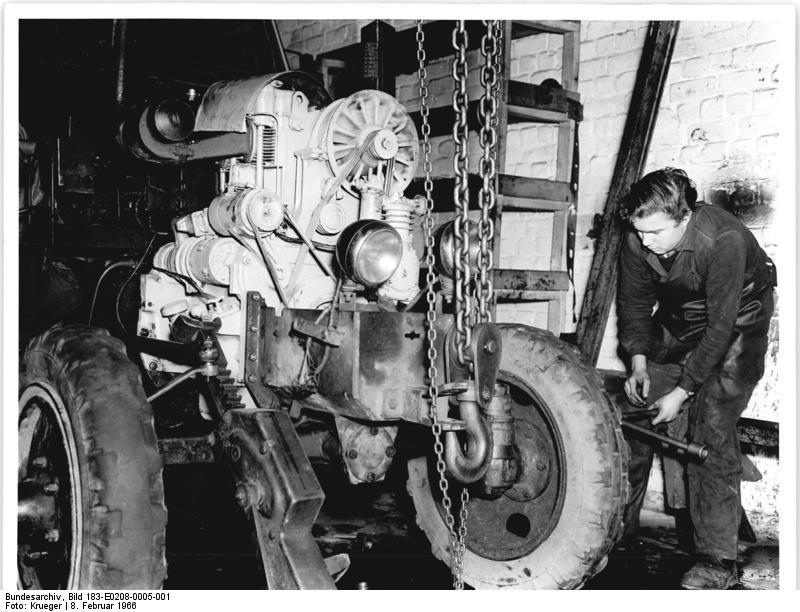
تعمیر مکانیکی

تعمیر و نگهداری یا نگهداری (به انگلیسی: Maintenance)، در مباحث فنی، به بررسی‌های عملکردی، سرویس‌کاری، تعمیر یا تعویض وسایل، تجهیزات، ماشین‌آلات، زیرساخت‌های ساختمان و پشتیبانی از خدمات در تأسیسات صنعتی، تجاری، دولتی و مسکونی گفته می‌شود. در گذر زمان روش‌های مختلفی برای انجام بهینه این امر ابداع شده‌اند که می‌توانند قبل یا بعد از وقوع خرابی انجام شوند.
همچنین اورهال (به انگلیسی: Overhaul) یا بازآماد به تعمیرات اساسی هر چیزی از کوچکترین قطعات و لوازم مکانیکی و الکترونیکی گرفته تا دستگاه‌ها و ابزار صنعتی گفته می‌شود. اورهال، کاری کاملاً تخصصی می‌باشد. مخصوصاً در عصر حاضر و با توجه به پیچیدگی دستگاه‌های صنعتی. یک پروژه اورهال می‌بایست از نیروهای متخصص مکانیک، الکتریک، الکترونیک، صنایع و ایمنی استفاده نماید.
تعمیر باکیفیت لوازم خانگی اهمیت زیادی دارد، زیرا:
افزایش طول عمر دستگاه: تعمیرات باکیفیت می‌تواند به افزایش طول عمر لوازم خانگی کمک کند و از خرابی‌های زودرس جلوگیری نماید.
صرفه‌جویی در هزینه‌ها: تعمیرات باکیفیت می‌تواند از هزینه‌های بالای تعویض کامل دستگاه جلوگیری کند و در بلندمدت مقرون به‌صرفه تر است.

## انواع
حمل و نقل دریایی و هوایی، سازه‌های دریایی و کارخانه‌های صنعتی برای نگهداری و بازگردانی پوشش‌های اعمال شده به سازه‌های فولادی در معرض محیط خورنده و آلوده به نگهداری، تعمیرات و اورهال (MRO) تکیه دارند.
گونه‌های اصلی نگهداری در این حوزه شامل موارد زیر است:
- نگهداری پیشگیرانه (Preventive maintenance)، که به PM معروف است.
- نگهداری اصلاحی (Corrective maintenance)، که در آن تجهیزات پس از خرابی، خوردگی یا سوختن قطعات تعمیر می‌شوند.
- نگهداری پیشگویانه (Predictive maintenance)، که در آن از داده‌های جمع‌آوری شده توسط سنسورها برای پایش سیستم‌ها و پیش‌بینی زمان وقوع اتفاقات بر اساس تاریخچه اتفاقات گذشته استفاده می‌شود.[۸]
- محکم کاری (Reinforcement).[۹]

در حفاظت ابنیه نیز از نگهداری، تعمیرات و اورهال برای حفظ، ترمیم، بازگردانی یا بازسازی سازه‌ها و ابنیه تاریخی استفاده می‌شود.

### نگهداری پیشگیرانه

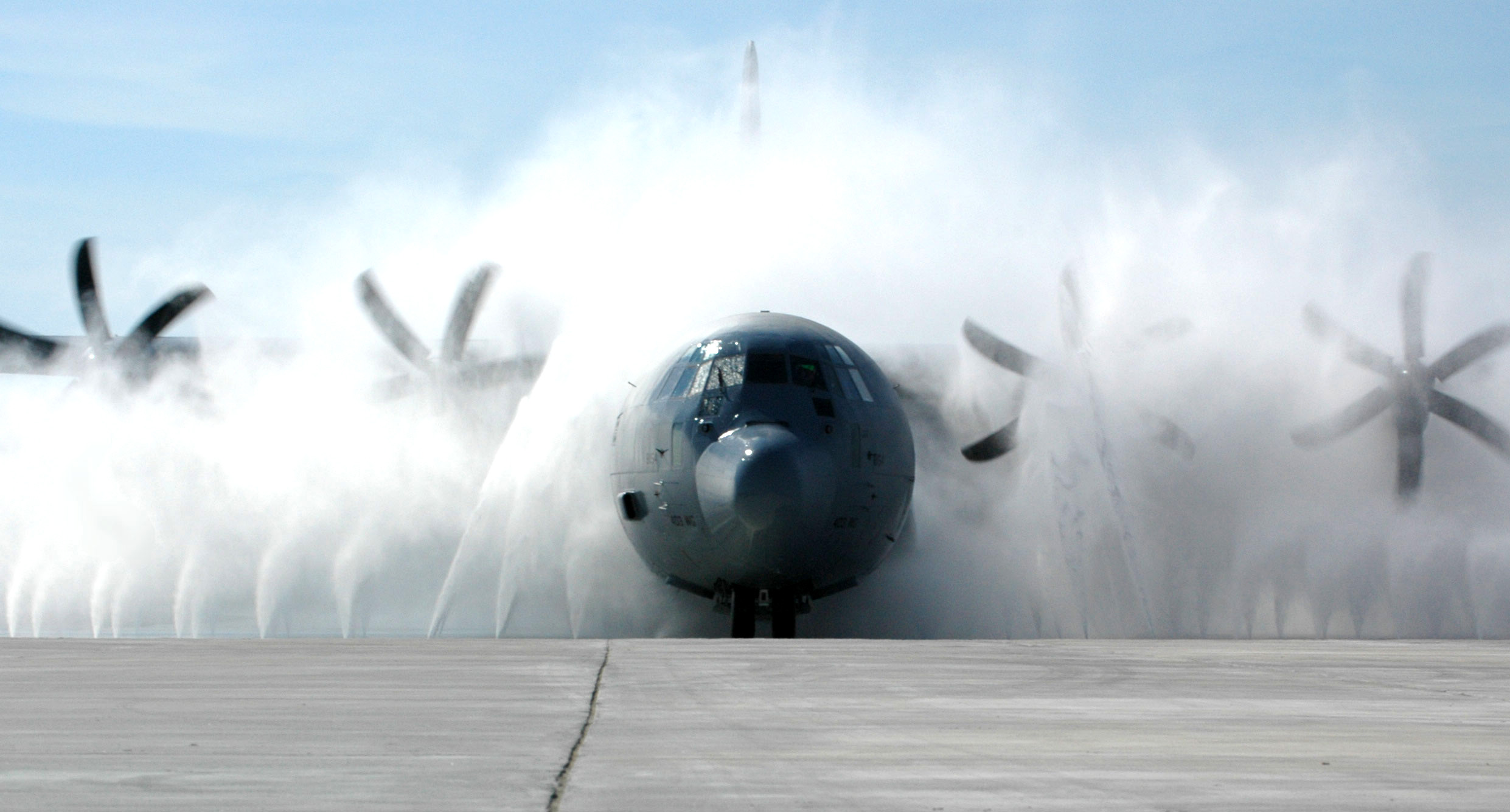
یک هواپیمای C130 هرکولس در حال شستشو. این شستشو یک نگهداری پیشگیرانه می‌باشد، چرا که این هواپیما بر فراز آبهای شور و مرطوب پرواز داشته و با شستشوی نمک‌ها، از خوردگی پیشگیری می‌شود.

تعمیرات پیشگیرانه یا PM «یک روال برای بازرسی دوره ای» با هدف «شناسایی مشکلات کوچک و رفع آنها قبل از تبدیل شدن به یک مشکل بزرگ» است. در حالت ایده‌آل «هیچ خرابی نباید رخ دهد.»
هدف اصلی پشت PM برای تجهیزات، تعمیر و اصلاح آنها به گونه ای است که از زمان سرویس انجام شده تا زمان فرارسیدن دوره سرویس بعدی هیچ گونه خرابی، ناشی از خستگی قطعات، نادیده گرفتن، یا سایش معمولی رخ ندهد (مواردی که قابل پیشگیری است). این کار معمولاً با پایش شرایط (Condition Monitoring) تجهیز و تعویض قطعات خورده شده قبل از خرابی کامل آنها انجام می‌شود. فعالیت‌های نگهداری شامل تعمیرات اساسی یا جرئی در دوره‌های مشخص، تعویض روغن، گریس کاری و روغن کاری، تنظیمات جزئی و غیره می‌باشد. علاوه بر این، کارگران می‌توانند سوابق خرابی تجهیزات را ثبت و نگهداری کنند تا قبل از ایجاد خرابی سیستم، قطعات فرسوده جایگزین یا ترمیم شوند.
اهداف اصلی نگهداری پیشگیرانه یا PM عبارتند از:
1. افزایش عمر تولید تجهیزات سرمایه
2. کاهش خرابی‌های تجهیزات اصلی و بحرانی
3. کاهش افت تولید ناشی از خرابی تجهیزات

از نگهداری پیشگیرانه با عناوین دیگری از قبیل: نگهداری برنامه زمانی دار (scheduled maintenance), نگهداری برنامه‌ریزی شده (planned maintenance), نگهداری پیشگیرانه برنامه‌ریزی شده نیز یاد می‌شود. در مقابل تعمیرات پیشگیرانه، "روش تعمیرات منفعل (reactive maintenance)" قرار دارد. این روش می‌تواند «ضرر و زیان‌هایی در پی داشته باشد». در روش تعمیرات منفعل، دستگاه یا تجهیز آنقدر کار می‌کند تا خراب شود و پس از خرابی پرسنل تعمیرات برای تعمیر آن رجوع می‌کند. در دنیای رقابتی و تولید انبوه امروز، این روش چندان پذیرفته شده نیست.
فاکتور اصلی در تعمیرات پیشگیرانه «زمان‌بندی» و تعیین فواصل زمانی بین سرویس‌ها است. این زمان‌بندی شامل دوره خواب تجهیز یا خدمات نیز می‌شود. برخلاف تعمیرات پیشگیرانه، «تعمیرات پایش شرایط» ارتباط مستقیمی با عمر تجهیزات ندارد.

### نگهداری اصلاحی
نگهداری اصلاحی نوعی از روش نگهداری است که در آن تجهیزات پس از وقوع خرابی تعمیر می‌شوند. این روش گاهی پر هزینه‌ترین روش نگهداری است چرا که خرابی یک قطعه یا جزء ممکن است باعث ایجاد خرابی در سایر اجزای سیستم و قطعات شود، و همچنین هزینه تعمیرات مکرر این قطعات و خرابی‌های پی در پی و غیرمنتظره می‌تواند باعث کاهش تولید و زیان‌های بزرگ گردد.

### نگهداری پیشگویانه
پیشرفت‌های اخیر در زمینه سنسورها و سیستم‌های کامپیوتری باعث ظهور روش «نگهداری پیشگویانه» یا PdM شده است. این استراتژی نگهداری از حسگرها برای نظارت بر پارامترهای کلیدی یک دستگاه یا سیستم استفاده می‌کند و از این داده‌ها در کنار روندهای تاریخی تحلیل شده، برای ارزیابی مداوم سلامت سیستم و پیش‌بینی خرابی‌ها قبل از وقوع آنها استفاده می‌کند. این روش این امکان را فراهم می‌کند که نگهداری تجهیزات بسیار بهینه تر و به صرفه تر انجام گردد، چرا که به مرور زمان اطلاعات به روزتری از وقوع یک خرابی احتمالی گردآوری می‌شود.